# Eissporthalle Benrath
Die Eissporthalle Benrath ist eine von vier Eishallen im Stadtgebiet von Düsseldorf.
Träger der Eissporthalle ist seit Ende 2019 die „Stiftung Eissporthalle Düsseldorf-Benrath“.
Der Bau der neuen Eissporthalle an der Kappeler Straße 107 wurde 2021 abgeschlossen und die Halle am 10. September 2021 eröffnet.
Die ehemalige Eishalle befindet sich in der Paulsmühlenstraße 6 im Stadtteil Benrath von Düsseldorf. Die Halle wurde im Jahr 1979 eröffnet; sie war ein Geschenk der Stadtsparkasse Düsseldorf anlässlich ihres 100-jährigen Bestehens. 

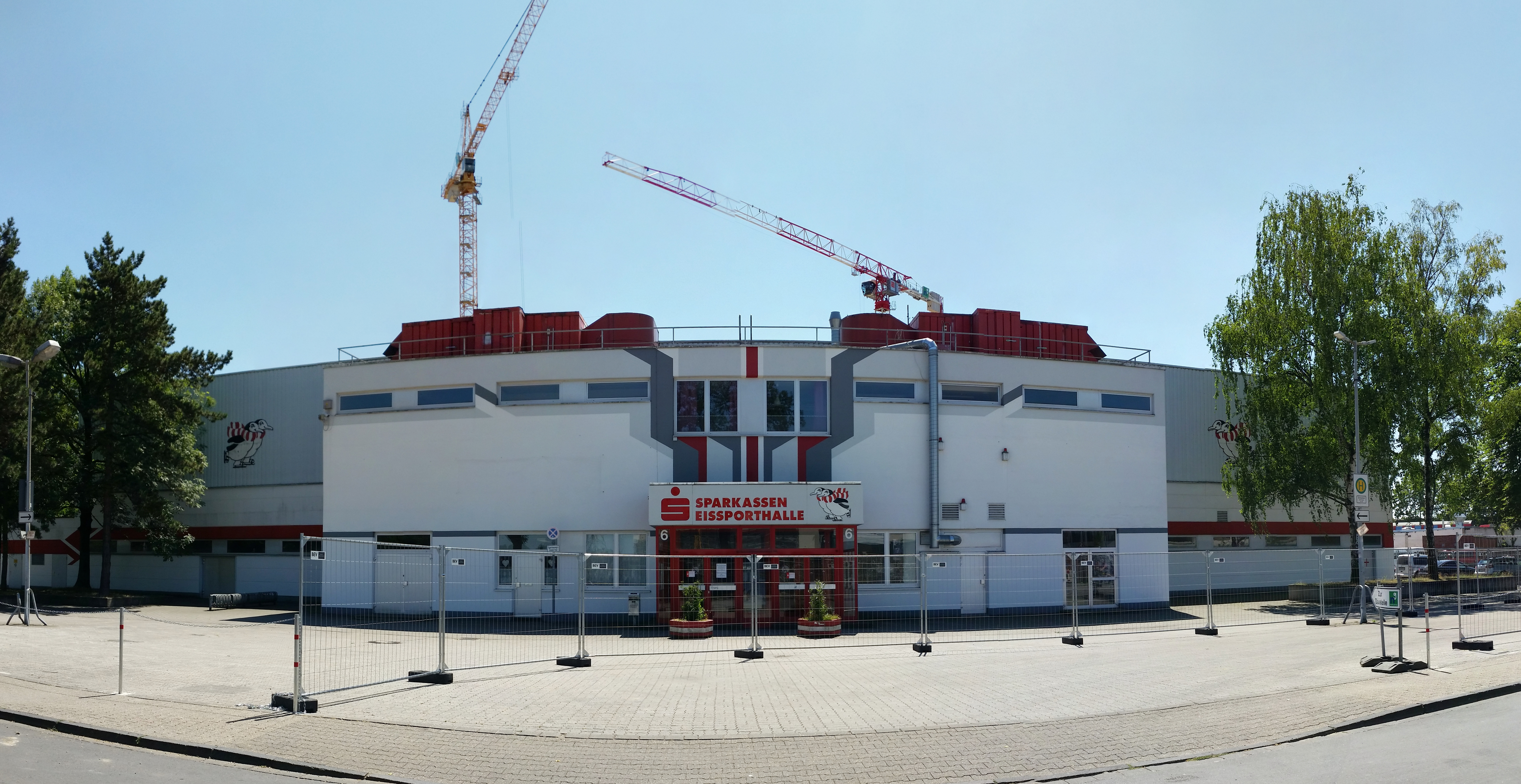
Eissporthalle Benrath, Juni 2018